# Realpha RE 1
Chronologie des modèles (1964 - 1965)
Aucun Aucun
La Realpha RE 1 est une monoplace de Formule 1 conçue et pilotée par Ray Reed pour participer au championnat d'Afrique du Sud de Formule 1 et au Grand Prix automobile d'Afrique du Sud 1965.

## Historique
Construite sur les bases d'une Cooper 500 mue par un moteur Alfa Romeo, la Realpha RE 1 est engagée au Grand Prix automobile du Rand en 1964 par son concepteur Ray Reed au sein de l'écurie Ray's Engineering. Reed réalise le dix-septième temps des qualifications de cette course disputée hors-championnat du monde de Formule 1 sur le circuit de Kyalami. En 1 min 44 s 1, il évolue à plus de 9 secondes de la pole position établie par Jackie Stewart. 
Il ne participe qu'à la première des deux manches, sa monoplace abandonnant sur un problème de roulement au vingt-troisième tour.
Reed s'engage également au Grand Prix automobile d'Afrique du Sud 1965, première manche du championnat du monde, mais meurt dans un accident d'avion quelques semaines avant.
La Realpha RE 1 est engagée lors du Grand Prix de Rhodésie 1966, dernière manche du championnat d'Afrique du Sud de Formule 1 1966, par Peter Huson qui abandonne à la suite d'un accident survenu à mi-course.

## Résultats en championnat du monde de Formule 1
| Saison | Écurie            | Moteur        | Pneumatiques | Pilotes  | Courses | Courses | Courses | Courses | Courses | Courses | Courses | Courses | Courses | Courses | Points inscrits | Classement |
| Saison | Écurie            | Moteur        | Pneumatiques | Pilotes  | 1       | 2       | 3       | 4       | 5       | 6       | 7       | 8       | 9       | 10      | Points inscrits | Classement |
| ------ | ----------------- | ------------- | ------------ | -------- | ------- | ------- | ------- | ------- | ------- | ------- | ------- | ------- | ------- | ------- | --------------- | ---------- |
| 1965   | Ray's Engineering | Alfa Romeo L4 | Dunlop       |          | AFS     | MON     | BEL     | FRA     | GBR     | P-B     | ALL     | ITA     | USA     | MEX     | 0               | Non classé |
| 1965   | Ray's Engineering | Alfa Romeo L4 | Dunlop       | Ray Reed | Forf    |         |         |         |         |         |         |         |         |         | 0               | Non classé |

Légende : ici 